# Yverdon-les-Bains
Yverdon-les Bains é uma cidade da Suíça situada a 60 km de Berna, no cantão de Vaud, às margens do Lago de Neuchâtel.  É a capital do Distrito do Jura-Nord vaudois e segunda cidade mais populosa do cantão.

## Ver também

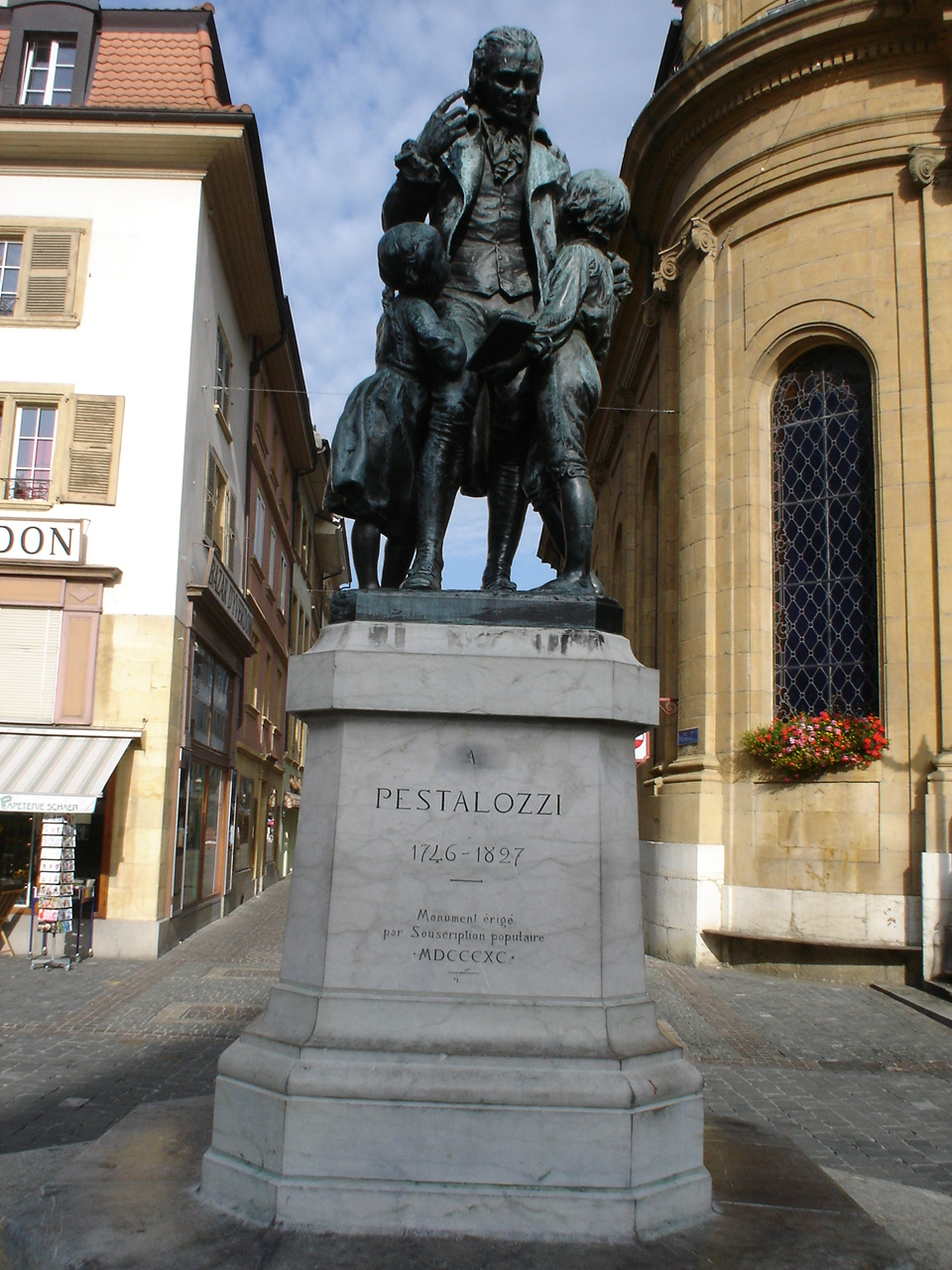
Estátua de Pestalozzi em Yverdon les Bains

## Residentes célebres
- Jean-Jacques Rousseau
- Johann Heinrich Pestalozzi